# Амфревил (Калвадос)
Амфревил (фр. Amfreville) насеље је и општина у северној Француској у региону Доња Нормандија, у департману Калвадос која припада префектури Кан.
По подацима из 2011. године у општини је живело 1.222 становника, а густина насељености је износила 201,65 становника/km². Општина се простире на површини од 6,06 km². Налази се на средњој надморској висини од 50 метара (максималној 57 m, а минималној 0 m).

## Демографија
| 1962. | 1968. | 1975. | 1982. | 1990. | 1999. | 2011. |
| ----- | ----- | ----- | ----- | ----- | ----- | ----- |
| 406   | 444   | 615   | 819   | 905   | 1.056 | 1.222 |

График промене броја становника у току последњих година